# Francisco Zirano
Francisco Zirano, foi um frei franciscano italiano que nasceu no ano de 1564 em Sássari, seu zelo pela caridade ao próximo, fez ele ingressar na vida religiosa e depois se tornar missionário. Durante a missão na Argel, norte da África, onde é morto, em 1603, pelas tropas locais proclamando sua fidelidade a Cristo e a vocação franciscana. O Papa Francisco em 2014, aprovou a sua beatificação.

## Biografia

### Nascimento e Juventude
Francisco Zirano nasceu por volta de 1564 em Sássari, no Reino da Sardenha (antes era parte da Espanha e hoje da Itália) em uma família de modestos agricultores. Os historiadores não conseguiram descobrir o nome de seu pai, que acreditam ter morrido em uma epidemia de peste que fez 20 mil vítimas em Sássari em 1582. A sua mãe, Margherita, viveu até 1598. Ele provavelmente tinha duas irmãs e um irmão. Com cerca de 33 anos, os jornais oficiais o descreveram como "um homem [...] de baixa estatura, olhos negros e barba castanha". Numa época em que a maioria da população era analfabeta, foi excepcional quando ele começou a receber uma educação no mosteiro de Santa Maria di Betlem aos 14 anos.
Em 1580, Zirano tornou-se frade da Ordem dos Frades Menores Conventuais e recebeu sua ordenação sacerdotal no ano de 1586 na Catedral de San Nicola do arcebispo de Sássari: Alfonso de Lorca. No convento, ele atuou como pedinte, tesoureiro e vigário. Seu primo mais novo por parte de mãe, Francesco Serra, também ingressou no sacerdócio. 
Em 1590, os piratas barbaros capturaram e escravizaram seu primo Serra em um de seus frequentes ataques à costa da Sardenha e o transportaram para Argel. Pessoas sequestradas em uma dessas invasões eram vendidas como escravas em terras árabes e, às vezes, tinham permissão para se comunicar com parentes em casa para notificá-los de um valor de resgate que poderia ser pago por sua liberdade. Freqüentemente, os escravos concordavam em se converter ao Islã para garantir sua própria liberdade. Zirano expressou temor de que seu primo renunciasse às suas crenças cristãs e queria viajar para Argel para providenciar sua liberdade antes que isso acontecesse.
Na Sardenha, o direito de providenciar o resgate de cativos era reservado aos membros da Ordem de Nossa Senhora das Mercês, portanto, no final de 1597 ou início de 1598, Zirano apresentou uma petição ao Papa Clemente VIII, para que fosse concedida a direito de arrecadar fundos para pagar os 200 escudos em resgate que o mestre de Serra exigiu em troca de sua liberdade. Zirano também queria levantar fundos para libertar outros escravos cristãos na área. O Papa concedeu permissão para realizar essas tarefas a partir de março de 1599. Zirano passou os três anos seguintes viajando pela Sardenha solicitando doações para pagar o resgate de sardos sequestrados e para consolar as famílias de outros residentes sequestrados. 

### Missão na Argélia
Zirano partiu em sua viagem para a costa da Barbária na primavera de 1602. Como não foi possível viajar diretamente para Argel de Sardenha, ele foi primeiro para a Espanha, onde o rei Filipe III ofereceu-lhe passagem em um navio para a região com Frei Matteo de Aguirre, que foi embaixador do rei Filipe no Reino de Kuku (hoje parte do norte da Argélia). O Reino de Kuku, com o apoio militar do Rei Phillip, estava prestes a entrar em guerra com o estado de Argel, mas a associação de Zirano com Aguirre acabaria causando problemas. Os dois deixaram a Espanha e chegaram ao porto de Azeffoun em 28 de julho de 1602. Eles viajaram do porto para Kuku e mais tarde partiram da cidade, disfarçados de comerciante ambulante que vendia tecidos de linho, com um companheiro que poderia atuar como intérprete. 
Em Argel, a situação era tensa devido à guerra antecipada com o Reino de Kuku. Chegou a cidade a notícia de que um grande número de navios de guerra espanhóis foi localizado perto da ilha de Ibiza, a leste da Espanha. Quando as autoridades argelinas prenderam um contrabandista de Kuku na cidade, descobriram cartas escritas por Matteo de Aguirre, endereçadas a Zirano e também a outros cristãos em Argel. Zirano foi adicionado a uma lista de pessoas que foram procuradas para serem capturadas na cidade, mas permaneceu em segurança na periferia da cidade. Ele ajudou quatro escravos cristãos a escaparem de seus senhores e voltou para Kuku com eles em setembro. Ele permaneceu em Kuku pelo resto do ano, fornecendo orientação espiritual e conforto aos prisioneiros libertados e fugitivos de Argel.
Em 22 de janeiro de 1603, um navio inglês estava prestes a partir para Constantinopla, a capital do Império Otomano que governava Argel. Os soldados turcos que guardavam a cidade, queriam mandar Zirano naquele navio, pois acreditavam que ele era um valioso cativo, para enviar uma forte mensagem de que a cidade não havia caído nas mãos do Reino de Kuku e ainda era leal ao Império. No entanto, após vários dias de desacordo, os janízaros concordaram em que o Grande Conselho da cidade decidisse o destino de Zirano. 
O Grande Conselho se reuniu na sexta-feira, 24 de janeiro, com os soldados defendendo a execução de Zirano, e o Paxá argumentando para mantê-lo vivo na esperança de receber o resgate. O conselho não conseguiu resolver a disputa naquele dia, mas na manhã seguinte o paxá mudou de ideia e concordou que Zirano fosse executado. Essa mudança de atitude provavelmente ocorreu porque a verdadeira identidade de Zirano havia sido descoberta pelo Conselho; ele não era frei Matteo de Aguirre, e era improvável que recebesse um resgate tão alto. Por seu crime de ajudar quatro escravos cristãos a fugir para Kuku e por ser um espião, Zirano foi condenado à morte por esfolamento . 

### Morte
O relato de sua morte é preservado pela testemunha que viu todos os acontecimentos e depois depôs para as atas. Eles o despiram e o vestiram com uma túnica simples e uma corrente em volta do pescoço e o desfilaram pela rua principal de Argel, onde os moradores locais o insultaram, espancaram e cuspiram até que ele chegou ao local de execução fora dos muros da cidade. Os algozes amarraram suas mãos a duas estacas cravadas no chão.  Eles disseram a ele que seria poupado se se convertesse ao Islã e  ele recusou. Eles o esfolaram vivo e tomaram sua pele, retiraram de seu corpo e a encheram com palha e a exibiram publicamente do lado de fora de um dos portões da cidade. O primo de Zirano, com a ajuda de dois escravos cristãos, recolheu os seus restos mortais e enterrou-os no cemitério cristão, fora dos muros da cidade. Seu primo finalmente conquistou a liberdade e voltou para a Sardenha algum tempo antes de 1605.

### Beatificação
Em 7 de fevereiro de 2014, o Papa Francisco aprovou a petição segundo a qual o falecido sacerdote havia sido morto "in odium fidei" ("por ódio à fé") e Zirano foi então aprovado para ser beatificado. O cardeal Angelo Amato presidiu a beatificação em nome do papa em Sassari em 12 de outubro de 2014. Estiveram presentes o arcebispo de Sássari Paolo Maria Virgilio Atzei e o então arcebispo de Argel Ghaleb Moussa Abdalla Bader.